# Capricorn (A Brand New Name)
Capricorn (A Brand New Name) – debiutancki singel amerykańskiej grupy 30 Seconds to Mars pochodzący z jej pierwszego albumu, 30 Seconds to Mars. Jest to utwór otwierający płytę, jako jedyny utwór z niej pochodzący dostał się na listy notowań. Do piosenki został nakręcony teledysk.

## Wydania

### Standardowe
1. Capricorn (wersja radiowa) – 3:50
2. Capricorn (A Brand New Name) – 3:53 (wersja albumowa)

### US (CD)
1. Capricorn (A Brand New Name) – 3:53 (wersja albumowa)
2. End of the Beginning – 4:39

### UK (CD)
1. Capricorn (A Brand New Name) – 3:53 (wersja albumowa)
2. Phase 1:Fortification – 5:00

### Enchanced CD
1. Capricorn (Radio Edit) – 3:50
2. Capricorn (A Brand New Name) – 3:53 (wersja albumowa)
3. Phase 1:Fortification – 5:00
4. Capricorn (A Brand New Name) – 4:00 (teledysk)